# 回车符
回车（英語：carriage return），常缩写为CR，是指将定位设备重置到文本行首的控制字符或过程，用以把一設備的位置重設到一行字的頭。
原本，回車這術語用於打字機的板手。若打字機的語言由左至右書寫的語言．回車用於將承載裝紙滾筒的機架（carriage）移到最右邊，以便令印字位置對準一行的開頭，同時順便轉動滾筒，換至下一行。第一個有動力的回車功能是是在1960年由Smith Corona加入電打字機中，此鍵一般會標示為carriage return或return。
在非英語系國家的鍵盤上，符號↵（U+21B5、&crarr;）常用來表示回車與饋行的組合作用。
在ASCII和Unicode中，CR定義為13（十六進制為0D），也可以視為Ctrl+M或^M。其在C語言以及眾多受C語言影響的程式語言中，以\r表示。